# Elecciones estatales de Sinaloa de 2016
Las elecciones estatales de Sinaloa de 2016 se llevaron a cabo el domingo 5 de junio de 2016, y en ellas se renovaron los siguientes cargos de elección popular en el estado mexicano de Sinaloa:
- Gobernador de Sinaloa. Titular del Poder Ejecutivo del estado, electo por única ocasión para un periodo de cuatro años y diez meses, no reelegible en ningún caso. El candidato electo fue Quirino Ordaz Coppel.
- 18 ayuntamientos. Compuestos por un Presidente Municipal, síndico procurador y regidores, electos por única ocasión para un periodo de un año con 10 meses, con posibilidad de reelección para el periodo inmediato.
- 40 Diputados al Congreso del Estado. 24 electos por mayoría relativa en cada uno de los distritos electorales uninominales y 16 electos por el principio de representación proporcional mediante un sistema de listas plurinominales. Electos por única ocasión por un periodo de dos años, con posibilidad de reelección de cuatro periodos consecutivos.

## Organización

### Partidos políticos
En las elecciones estatales tienen derecho a participar once partidos políticos. Nueve son partidos políticos con registro nacional: Partido Acción Nacional (PAN), Partido Revolucionario Institucional (PRI), Partido de la Revolución Democrática (PRD), Partido del Trabajo (PT), Partido Verde Ecologista de México (PVEM), Movimiento Ciudadano (MC), Nueva Alianza (PANAL), Movimiento Regeneración Nacional (MORENA) y Partido Encuentro Social (PES). Además del partido político estatal: Partido Sinaloense (PAS).

### Proceso electoral
La campaña electoral inició el 3 de abril de 2016 para todos los cargos de elección popular del estado y se extendió durante dos meses, hasta el 1 de junio. La votación se realizó el 5 de junio de 2016, de las 8 de la mañana a las 6 de la tarde. Los computos distritales fueron publicados el 12 de junio.

### Distritos electorales
Para la elección de diputados de mayoría relativa del Congreso del Estado de Sinaloa, la entidad se divide en 24 distritos electorales.
| Distrito | Cabecera          | Municipios | Mapa |
| -------- | ----------------- | ---------- | ---- |
| 1        | El Fuerte         | 2          |      |
| 2        | Ahome             | 1          |      |
| 3        | Ahome             | 1          |      |
| 4        | Ahome             | 2          |      |
| 5        | Ahome             | 1          |      |
| 6        | Sinaloa           | 2          |      |
| 7        | Guasave           | 1          |      |
| 8        | Guasave           | 1          |      |
| 9        | Salvador Alvarado | 2          |      |
| 10       | Mocorito          | 3          |      |
| 11       | Navolato          | 2          |      |
| 12       | Culiacán          | 1          |      |
| 13       | Culiacán          | 1          |      |
| 14       | Culiacán          | 1          |      |
| 15       | Culiacán          | 1          |      |
| 16       | Culiacán          | 1          |      |
| 17       | Culiacán          | 1          |      |
| 18       | Culiacán          | 1          |      |
| 19       | Elota             | 4          |      |
| 20       | Mazatlán          | 1          |      |
| 21       | Mazatlán          | 1          |      |
| 22       | Mazatlán          | 1          |      |
| 23       | Concordia         | 3          |      |
| 24       | Rosario           | 2          |      |

## Resultados electorales

### Gobernador

#### Por candidato
|  | 41.73 % |

|  | 26.04 % |

|  | 17.60 % |

|  | 3.89 % |

|  | 3.61 % |

|  | 2.18 % |

|  | 1.22 % |

|  | 0.94 % |

|  | 0.09 % |

|  | 97.23 % |

|  | 2.68 % |

|  | 49.67 % |

#### Por partido
|  | 37.28 % |

|  | 24.35 % |

|  | 17.60 % |

|  | 3.89 % |

|  | 3.61 % |

|  | 2.40 % |

|  | 2.18 % |

|  | 2.05 % |

|  | 1.69 % |

|  | 1.22 % |

|  | 0.94 % |

|  | 0.09 % |

|  | 97.23 % |

|  | 2.68 % |

|  | 49.67 % |

### Ayuntamientos

Distribución de los ayuntamientos por partido político.

|  | 37.95 % |

|  | 18.87 % |

|  | 17.97 % |

|  | 4.25 % |

|  | 3.20 % |

|  | 3.19 % |

|  | 2.96 % |

|  | 1.75 % |

|  | 1.33 % |

|  | 0.84 % |

|  | 4.38 % |

|  | 0.07 % |

|  | 96.69 % |

|  | 3.24 % |

|  | 48.41 % |

#### Ayuntamiento de Ahome
|  | 27.58 % |

|  | 25.86 % |

|  | 14.29 % |

|  | 10.14 % |

|  | 7.74 % |

|  | 4.44 % |

|  | 1.95 % |

|  | 1.84 % |

|  | 1.34 % |

|  | 0.96 % |

|  | 0.78 % |

|  | 0.10 % |

|  | 96.91 % |

|  | 2.99 % |

|  | 49.82 % |

#### Ayuntamiento de Angostura
|  | 45.32 % |

|  | 27.49 % |

|  | 15.65 % |

|  | 4.16 % |

|  | 1.84 % |

|  | 1.68 % |

|  | 1.01 % |

|  | 0.50 % |

|  | 0.02 % |

|  | 97.65 % |

|  | 2.33 % |

|  | 67.21 % |

#### Ayuntamiento de Badiraguato
|  | 49.46 % |

|  | 22.85 % |

|  | 7.74 % |

|  | 6.91 % |

|  | 3.79 % |

|  | 2.33 % |

|  | 1.70 % |

|  | 0.49 % |

|  | 0.36 % |

|  | 0.04 % |

|  | 95.63 % |

|  | 4.33 % |

|  | 60.46 % |

#### Ayuntamiento de Concordia
|  | 54.46 % |

|  | 14.32 % |

|  | 11.21 % |

|  | 6.19 % |

|  | 4.30 % |

|  | 2.85 % |

|  | 1.45 % |

|  | 0.85 % |

|  | 0.81 % |

|  | 96.44 % |

|  | 3.56 % |

|  | 57.12 % |

#### Ayuntamiento de Cosalá
|  | 54.62 % |

|  | 32.36 % |

|  | 4.29 % |

|  | 2.57 % |

|  | 1.94 % |

|  | 0.81 % |

|  | 0.36 % |

|  | 0.02 % |

|  | 96.95 % |

|  | 3.03 % |

|  | 67.57 % |

#### Ayuntamiento de Culiacán
|  | 45.16 % |

|  | 22.24 % |

|  | 13.89 % |

|  | 6.64 % |

|  | 3.02 % |

|  | 2.23 % |

|  | 1.63 % |

|  | 1.19 % |

|  | 0.12 % |

|  | 96.00 % |

|  | 3.88 % |

|  | 39.46 % |

#### Ayuntamiento de Choix
|  | 53.02 % |

|  | 37.99 % |

|  | 4.46 % |

|  | 2.12 % |

|  | 0.30 % |

|  | 0.15 % |

|  | 0.01 % |

|  | 98.04 % |

|  | 1.95 % |

|  | 67.34 % |

#### Ayuntamiento de Elota
|  | 44.50 % |

|  | 31.37 % |

|  | 14.57 % |

|  | 2.26 % |

|  | 1.86 % |

|  | 1.28 % |

|  | 1.09 % |

|  | 0.02 % |

|  | 96.93 % |

|  | 3.05 % |

|  | 58.59 % |

#### Ayuntamiento de Escuinapa
|  | 30.01 % |

|  | 26.75 % |

|  | 26.62 % |

|  | 6.25 % |

|  | 4.43 % |

|  | 2.93 % |

|  | 0.42 % |

|  | 0.04 % |

|  | 97.41 % |

|  | 2.55 % |

|  | 57.15 % |

#### Ayuntamiento de El Fuerte
|  | 34.98 % |

|  | 20.48 % |

|  | 18.48 % |

|  | 13.87 % |

|  | 2.44 % |

|  | 2.39 % |

|  | 1.80 % |

|  | 1.67 % |

|  | 1.27 % |

|  | 0.07 % |

|  | 97.38 % |

|  | 2.55 % |

|  | 57.75 % |

#### Ayuntamiento de Guasave
|  | 45.27 % |

|  | 15.53 % |

|  | 14.04 % |

|  | 13.56 % |

|  | 2.02 % |

|  | 1.61 % |

|  | 1.27 % |

|  | 1.16 % |

|  | 1.08 % |

|  | 0.94 % |

|  | 0.85 % |

|  | 0.01 % |

|  | 97.33 % |

|  | 2.66 % |

|  | 58.35 % |

#### Ayuntamiento de Mazatlán
|  | 31.39 % |

|  | 31.34 % |

|  | 15.95 % |

|  | 7.45 % |

|  | 2.88 % |

|  | 2.11 % |

|  | 1.75 % |

|  | 1.52 % |

|  | 1.02 % |

|  | 0.80 % |

|  | 0.11 % |

|  | 96.19 % |

|  | 3.70 % |

|  | 42.07 % |

#### Ayuntamiento de Mocorito
|  | 43.84 % |

|  | 43.14 % |

|  | 5.27 % |

|  | 1.62 % |

|  | 1.42 % |

|  | 1.21 % |

|  | 0.74 % |

|  | 0.01 % |

|  | 97.24 % |

|  | 2.75 % |

|  | 59.29 % |

#### Ayuntamiento de El Rosario
|  | 49.06 % |

|  | 30.56 % |

|  | 9.65 % |

|  | 6.43 % |

|  | 1.52 % |

|  | 0.53 % |

|  | 0.01 % |

|  | 97.75 % |

|  | 2.24 % |

|  | 61.12 % |

#### Ayuntamiento de Salvador Alvarado
|  | 54.34 % |

|  | 17.59 % |

|  | 12.80 % |

|  | 3.54 % |

|  | 3.21 % |

|  | 1.99 % |

|  | 1.47 % |

|  | 1.21 % |

|  | 1.14 % |

|  | 0.10 % |

|  | 97.29 % |

|  | 2.61 % |

|  | 54.26 % |

#### Ayuntamiento de San Ignacio
|  | 47.60 % |

|  | 43.83 % |

|  | 3.27 % |

|  | 2.00 % |

|  | 0.90 % |

|  | 97.60 % |

|  | 2.40 % |

|  | 61.79 % |

#### Ayuntamiento de Sinaloa
|  | 54.07 % |

|  | 28.78 % |

|  | 6.27 % |

|  | 3.02 % |

|  | 1.47 % |

|  | 1.39 % |

|  | 0.80 % |

|  | 0.62 % |

|  | 0.02 % |

|  | 96.42 % |

|  | 3.56 % |

|  | 58.17 % |

#### Ayuntamiento de Navolato
|  | 33.56 % |

|  | 26.05 % |

|  | 20.09 % |

|  | 7.70 % |

|  | 3.47 % |

|  | 1.87 % |

|  | 1.62 % |

|  | 1.44 % |

|  | 0.90 % |

|  | 0.06 % |

|  | 96.70 % |

|  | 3.24 % |

|  | 52.11 % |

### Congreso del estado

Diputados LXIII Legislatura del Congreso del Estado de Sinaloa.

|  | 36.08 % |

|  | 18.80 % |

|  | 17.82 % |

|  | 4.88 % |

|  | 3.85 % |

|  | 3.21 % |

|  | 3.07 % |

|  | 2.03 % |

|  | 1.55 % |

|  | 1.48 % |

|  | 3.79 % |

|  | 3.44 % |

|  | 100 % |

| Distrito       | Partido/Coalición | Diputado                            |
| -------------- | ----------------- | ----------------------------------- |
| I EL FUERTE    |                   | Gloria González Burboa              |
| II LOS MOCHIS  |                   | María Fernanda Rivera Romo          |
| III LOS MOCHIS |                   | Jesús Antonio Marcial Liparoli      |
| IV LOS MOCHIS  |                   | Marco Antonio Osuna Moreno          |
| V LOS MOCHIS   |                   | Juan Pablo Yamuni Robles            |
| VI SINALOA     |                   | Ana Cecilia Moreno Romero           |
| VII GUASAVE    |                   | José Menchaca López                 |
| VIII GUASAVE   |                   | Feliciano Valle Sandoval            |
| IX GAMÚCHIL    |                   | José Silvino Zavala Araujo          |
| X MOCORITO     |                   | Guadalupe Iribe Gascón              |
| XI NAVOLATO    |                   | Victor Manuel Godoy Angulo          |
| XII CULIACÁN   |                   | Andrés Almicar Félix Zavala         |
| XIII CULIACÁN  |                   | Moisés Aarón Rivas Loaiza           |
| XIV CULIACÁN   |                   | Jesús Ibarra Ramos                  |
| XV CULIACÁN    |                   | Tomás Roberto Amador Carrasco       |
| XVI CULIACÁN   |                   | Irma Guadalupe Moreno Ovalles       |
| XVII CULIACÁN  |                   | Paola Iveth Garate Valenzuela       |
| XVIII CULIACÁN |                   | Carlos Francisco Montenegro Verdugo |
| XIX LA CRUZ    |                   | Maria Eugenia Medina Miyazaki       |
| XX MAZATLÁN    |                   | Margarita Villaescusa Rojo          |
| XXI MAZATLÁN   |                   | Elsy López Montoya                  |
| XXII MAZATLÁN  |                   | Irma Leticia Tirado Sandoval        |
| XXIII MAZATLÁN |                   | Maribel Chollet Morán               |
| XXIV ROSARIO   |                   | Francisca Henríquez Ayón            |

## Controversias
Este proceso electoral sólo tuvo el 44.3129% de la participación ciudadana de una lista nominal de 1,606,062. El proceso electoral estuvo marcado por una serie de irregularidades en donde se detectaron 57 boletas falsas en el municipio de Culiacán a favor del PRI. Además en este mismo municipio se encontraron boletas sin doblar a favor del mismo partido (lo cual debiera ser imposible debido a que no es posible introducir una boleta en una urna sin doblarla). En ahome fueron encontradas boletas electorales en la basura. Mientras que en Mazatlán llegaron boletas electorales en camiones del PRI.